# Tillbaka till samtiden
Tillbaka till samtiden – siódma płyta szwedzkiego zespołu rockowego Kent. Album został wydany 17 października 2007.
Podczas przygotowań do nagrania krążka gitarzysta, Harri Mänty postanowił opuścić zespół.
Tytuł Tillbaka till samtiden oznacza Powrót do współczesności.

## Lista utworów
1. Elefanter
2. Berlin
3. Ingenting
4. Vid din sida
5. Columbus
6. Sömnen
7. Vy från ett luftslott
8. Våga vara rädd
9. LSD, någon?
10. Generation ex
11. Ensammast i Sverige